# U Thant
Maha Thray Sithu U Thant (født 22. januar 1909, død 25. november 1974) var de Forenede Nationers tredje generalsekretær fra 1961 til 1971. Han blev valgt til posten, da den daværende generalsekretær Dag Hammarskjöld blev dræbt ved et flystyrt i september 1961.